# Szent Mungo Varázsnyavalya- és Ragálykúráló Ispotály
A Szent Mungo Varázsnyavalya- és Ragálykúráló Ispotály egy fiktív intézmény: J. K. Rowling Harry Potter-sorozatában a varázslók és boszorkányok kórháza. A történet során utalás szintjén többször is olvashatunk róla, az ötödik kötetnek azonban fontos eseményei játszódnak a kórházban. Az ott dolgozókat nem orvosoknak, hanem gyógyítóknak vagy medimágusoknak hívják. Egyenruhájuk citruszöld talár.
Az intézményt egy híres gyógyító, Mungo Bonham alapította. A kórház emblémájában egy keresztbe tett varázspálca és lábszárcsont látható.

## Elhelyezkedése
A Szent Mungo Londonban található, a muglik szeme elől azonban el van rejtve. Bejutni egy látszólag elhagyatott bolt kirakatán keresztül lehet, a Purgall & Mettel Ltd.-n, amire már egy jó idő óta ki van írva, hogy felújítás miatt zárva.

## Beosztása
- Földszint: Varázstárgyak okozta balesetek (Üstrobbanás, pálcavisszasülés, seprűs karambol stb.)
- 1. emelet: Varázslények okozta sérülések (Harapások, marások, égések, betokosodott tüskék stb.)
- 2. emelet: Varázsragályok (Fertőző betegségek, például sárkányhimlő, eltűnési viszketegség, skrofungula stb.)
- 3. emelet: Bájital- és növénymérgezések (Kiütések, felöklendések, nevetőgörcs stb.)
- 4. emelet: Varázslati traumák (Krónikus rontások, ártások, helytelenül alkalmazott bűbájok stb.)
- 5. emelet: Látogatók teázója, kórházi üzlet

## Ismertebb gyógyítók
- Dilys Derwent – Később a Roxfort igazgatónője.
- Lancelot Prewett – Muriel Prewett kuzinja.
- Hippocrates Smethwyck – Arthur Weasley gyógyítója
- Augustus Pye – Gyógyítóinas
- Miriam Strout – Gilderoy Lockhart, Frank és Alice Longbottom, és Broderick O'men gyógyítója

## Ismertebb betegek
- Gilderoy Lockhart
- Arthur Weasley
- Frank és Alice Longbottom
- Katie Bell
- Minerva McGalagony